# Сан-Джорджо-ді-Мантова
Сан-Джорджо-ді-Мантова (італ. San Giorgio di Mantova) — муніципалітет в Італії, у регіоні Ломбардія,  провінція Мантуя.
Сан-Джорджо-ді-Мантова розташований на відстані близько 390 км на північ від Рима, 135 км на схід від Мілана, 4 км на південний схід від Мантуї.
Населення — 9595 осіб (2014).
Щорічний фестиваль відбувається 23 квітня. Покровитель — святий Юрій.

## Демографія
Населення за роками:

Станом на 31 грудня 2014 року в муніципалітеті офіційно проживали 634 іноземці з 46 країн, серед них 248 громадян країн Євросоюзу та 37 громадян України.

## Сусідні муніципалітети
- Бігарелло
- Кастельбельфорте
- Мантуя
- Порто-Мантовано
- Ронкоферраро
- Ровербелла